# Ла-Пуеблануева
Ла-Пуеблануева (ісп. La Pueblanueva) — муніципалітет в Іспанії, у складі автономної спільноти Кастилія-Ла-Манча, у провінції Толедо. Населення — 2350 осіб (2010).
Муніципалітет розташований на відстані близько 100 км на південний захід від Мадрида, 55 км на захід від Толедо.
На території муніципалітету розташовані такі населені пункти: (дані про населення за 2010 рік)
- Ла-Пуеблануева: 2095 осіб
- Лас-Вегас-і-Сан-Антоніо: 255 осіб

## Демографія
Динаміка населення (INE ):

## Галерея зображень

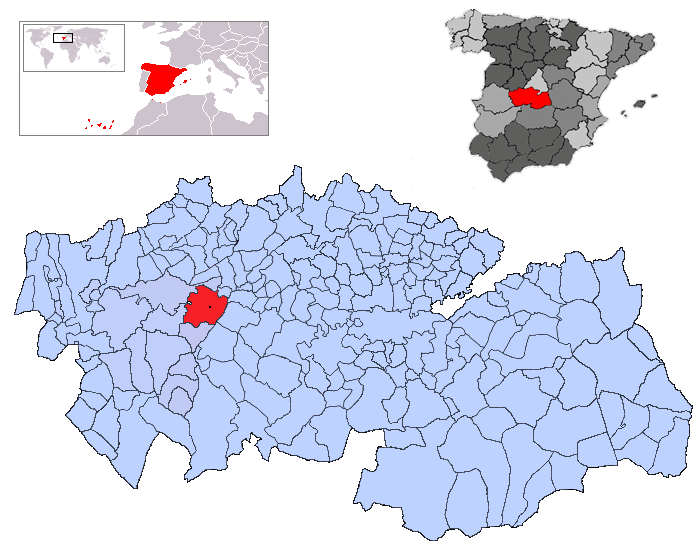
Розташування муніципалітету у провінції Толедо